# Aeroport Wnukowo (przystanek kolejowy)
Aeroport Wnukowo (ros. Аэропорт Внуково) – przystanek kolejowy w miejscowości Moskwa, w Rosji. Przystanek krańcowy linii z Dworca Kijowskiego przez Lesnoj Gorodok. Obsługuje ruch pasażerski do portu lotniczego Moskwa-Wnukowo.
Jest to przystanek podziemny. Został oddany do użytku w 2005.